# Торговый дом Арманд
Торго́вый дом Арма́нд — здание в Москве внутри Садового и Бульварного колец по адресу Старая площадь, д. 6, построенное в 1915 году.

## История
- Старая площадь, дом № 6 — Торговый дом Арманд. Построен в 1912—1915 годах архитектором Владимиром Шервудом для торгового дома Арманд.
- В 1941 году реконструировано Власовым[1].

## Архитектура
- Здание относится к типу административно-торговых сооружений столицы: рационалистическая структура фасада дополнена декоративными элементами петербургского классицизма.
- В оформлении верхней части читаются мотивы сталинской классики.
- Первоначально планировалась меньшая этажность дома, однако уже во время строительства было решено добавить верхние уровни[2].
- Главный акцент в проекте был сделан не на декор, а на рациональность: из украшений можно отметить только отделку окон и балконов[3].

## Использование
- После постройки: Торговый дом Арманд.
- С 1991 года здание занимает Правительство Московской области[4].